# Аршинка
Арши́нка — село в Кусинском районе Челябинской области. Входит в состав Злоказовского сельского поселения.

## География
Расположено на берегу реки Большая Арша. Расстояние до районного центра, Кусы, 33 км.

## Население
| 2002 | 2010 |
| ---- | ---- |
| 61   | ↘51  |

По данным Всероссийской переписи, в 2010 году численность населения села составляла 51 человек (21 мужчина и 30 женщин).

## Улицы
Уличная сеть села состоит из 3 улиц.